# Vaccinium paludicolum
Vaccinium paludicolum är en ljungväxtart som beskrevs av Herman Otto Sleumer. Vaccinium paludicolum ingår i Blåbärssläktet, och familjen ljungväxter. Inga underarter finns listade i Catalogue of Life.